# John Rodriguez
John R. Rodriguez  (Georgetown, Guiana, 12 de fevereiro de 1937 – Sudbury, Canadá, 5 de julho de 2017) foi um político canadense, de origem guianês. Ele foi prefeito de Sudbury, Ontário.